# Spoulga

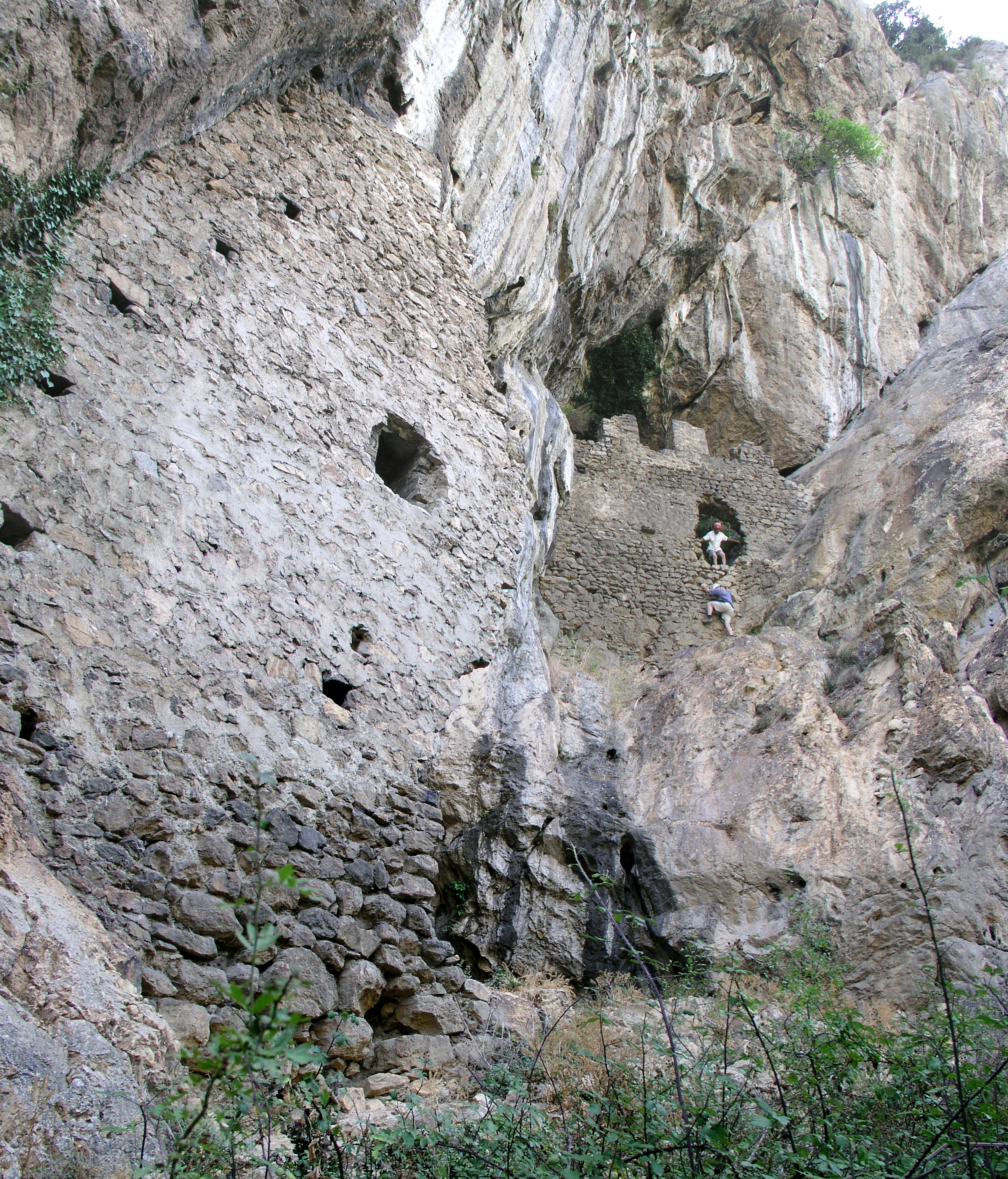
Spoulgas de Bouan.

Une spulga, prononcé et aussi écrit spoulga, (vieil occitan, du latin spelunca, caverne, antre, grotte) est une grotte fortifiée. Ce terme se réfère plus particulièrement aux grottes fortifiées des Pyrénées et notamment de l'Ariège. L'historien ariégeois Adolphe Garrigou (1802-1893) s’est intéressé aux grottes fortifiées de l’Ariège dès la première moitié du XIXe siècle.

## Description

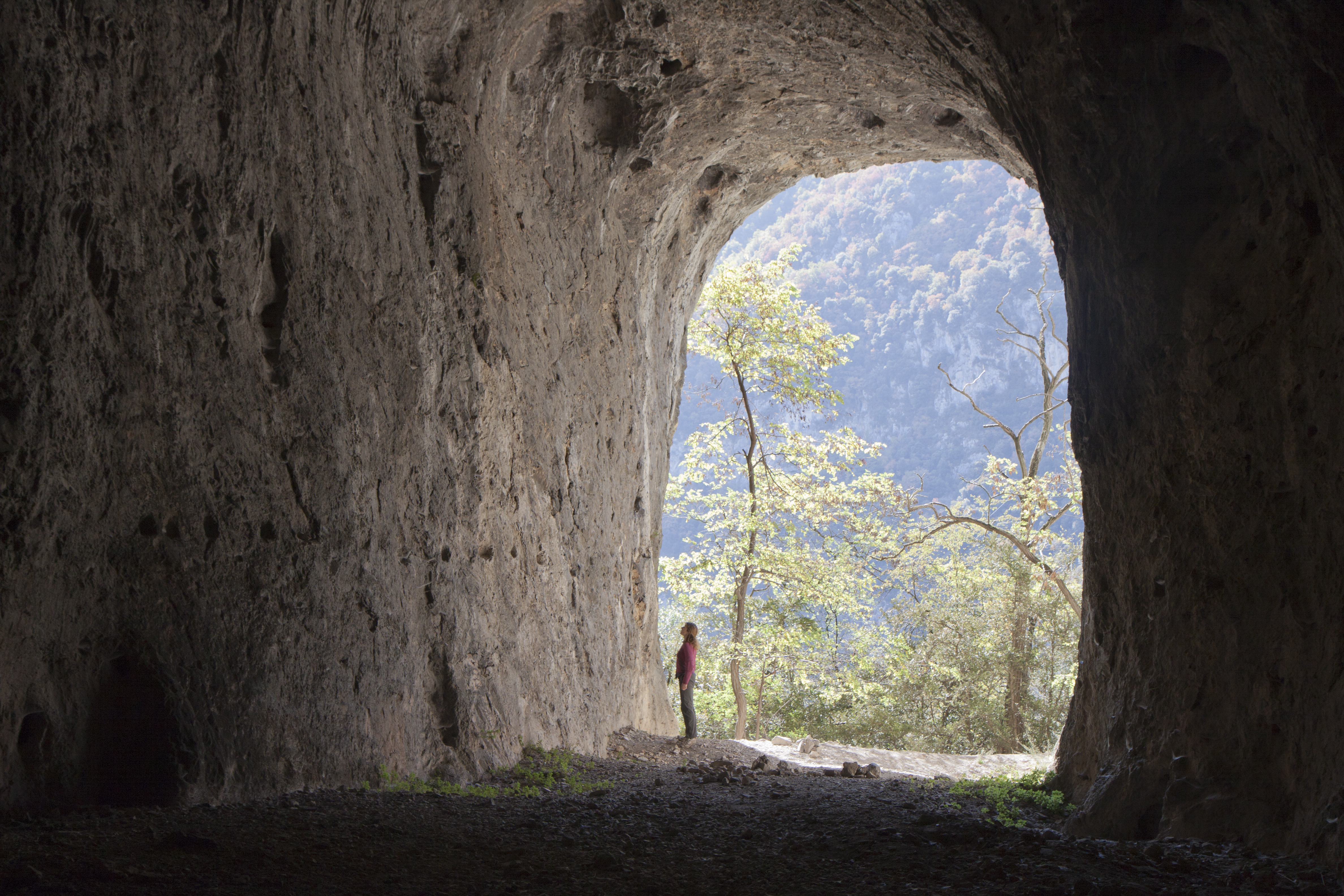
Spoulga.

Barrées d’un mur, les spoulgas sont toujours en position élevée, profitant de leurs défenses naturelles.
On trouve ce type de grottes fortifiées dans les montagnes d’Europe centrale et Méditerranéenne, ainsi qu’au Proche-Orient ; elles sont particulièrement nombreuses dans les Pyrénées espagnoles. En Ariège, on les nomme spoulgas : "ce sont en quelque sorte des châteaux peu coûteux construits au XIIe siècle alors que l’expansion rapide du nombre des fortifications comtales devaient poser de sérieux problèmes de financement aux comtes de Foix" (Florence Guillot).
Dans les actes médiévaux se trouvent différentes appellations pour qualifier les spoulgas : cauna, spelonca, espulga ou espugue.
Dans un acte en date du 27 janvier 1213 (concile de Lavaur), le comte Raymond-Roger de Foix remet toutes ses terres à Pierre le Catholique (Pierre II d'Aragon) avant la bataille de Muret.
Cet acte reprend 12 castra (châteaux) et 6 cauna (grottes) : Soulombrie, Ornolac, Verdun, Niaux, Alliat et Subitan (l’hypothèse que Subitan soit la caougno de Baychon est avancée). La prospection menée par Florence Guillot a permis d'en découvrir une vingtaine d'autres non mentionnées dans les actes de la documentation écrite.

## Liste de spoulgas

### En Ariège
- Spoulga de Baychon[1]
(commune de Miglos)
- Spoulga de Soulombrie
- Spoulga d'Ornolac[5]
(Ornolac-Ussat-les-Bains)
- Spoulga de Verdun
- Spoulga d'Alliat
- Spoulga de Campanal
(sous le château de Montréal-de-Sos)
- Spoulga des églises, Bouan
- Grotte des Églises
- Grotte de l'Ermite
- Grotte sous Calamas
- Spoulga de Niaux[6]
- Grotte du Midi
- SR 23
- Grotte de Sibada n°1
- Grotte du TGV de Sinsat

### Ailleurs dans les Pyrénées
- Grotte de Lortet (Hautes-Pyrénées) : derrière un haut mur de pierre construit dans une brèche se trouve une tour escalier de 17 mètres probablement construite au Moyen Âge et qui donnait accès au niveau fortifié de la grotte, surplombant la Neste vers 700 mètres d’altitude.